# Parler
Parler je ameriško spletno mesto za mikrobloganje in družbeno omrežje. Med uporabniki parlerja so številni privrženci Donalda Trumpa, konservativci, teoretiki zarote in desničarski skrajneži. Tamkajšnje objave pogosto vsebujejo skrajno desno vsebino, antisemitizem in teorije zarote, npr. QAnon. Novinarji so Parler opisali kot alternativo Twitterju, med uporabniki pa so tudi tisti, ki so bili izključeni iz prevladujočih družbenih omrežij ali nasprotujejo njihovim pravilom moderiranja.
Parler, ki je začel delovati avgusta 2018, se trži kot območje svobode govora in nepristranska alternativa prevladujočim družbenim omrežjem, kot sta Twitter in Facebook. Novinarji in uporabniki pa so mu očitali vsebinsko politiko, ki je bolj restriktivna, kot jo prikazuje podjetje, in včasih bolj restriktivna kot pri konkurenci. Nekaterim levičarskim uporabnikom je Parler prepovedal sodelovanje zaradi izpodbijanja prevladujočih stališč na spletnem mestu, kritiziranja Parlerja ali ustvarjanja parodičnih računov.
Parler ni javno razkril identitete svojih lastnikov, razen ustanovitelja Johna Matzeja. Soustanoviteljica podjetja je Rebekah Mercer, vlagateljica, znana po svojih prispevkih konservativnim posameznikom in organizacijam, konservativni politični kometator Dan Bongino pa je dejal, da je lastnik. Novembra 2020 je imel Parler po lastnih podatkih približno 4 milijone dejavnih uporabnikov in več kot 10 milijonov vseh uporabnikov. Dejavnost uporabnikov je dosegla vrh po predsedniških volitvah v ZDA leta 2020 in je decembra znova padla.
Zaradi pritožb, da so izgredniki Parler uporabili za koordinacijo napada na Kapitol, je družba Apple 8. januarja 2021 Parler obvestila, da bo njegova mobilna aplikacija v roku 24 ur odstranjena iz spletne trgovine App Store, če Parler ne bo izboljšal svoje politike moderiranja. Naslednji dan je Apple aplikacijo Parler odstranil. Parler so 8. januarja odstranili tudi iz trgovine Google Play. 10. januarja 2021 je Parler prenehal delovati, ker je ponudnik gostovanja Amazon Web Services ukinil njegovo gostovanje. Znova je začel delovati 15. februarja 2021.